# Alligny-en-Morvan
Alligny-en-Morvan – miejscowość i gmina we Francji, w regionie Burgundia-Franche-Comté, w departamencie Nièvre.
Według danych na rok 1990 gminę zamieszkiwało 679 osób, a gęstość zaludnienia wynosiła 14 osób/km² (wśród 2044 gmin Burgundii Alligny-en-Morvan plasuje się na 350. miejscu pod względem liczby ludności, natomiast pod względem powierzchni na miejscu 33.).